# 鶴間駅
鶴間駅（つるまえき）は、神奈川県大和市西鶴間一丁目にある、小田急電鉄江ノ島線の駅である。駅番号はOE 04。 

## 歴史

### 年表
- 1929年（昭和4年）4月1日：開設。「直通」の停車駅となる。なお、各停は新宿駅 - 稲田登戸駅（現・向ヶ丘遊園駅）間で運行されていた。
- 1945年（昭和20年）6月：「直通」が廃止。各停が全線運行されることとなり、停車駅となる。
- 1946年（昭和21年）10月1日：準急新設、停車駅となる。
- 1980年（昭和55年）10月18日：橋上駅舎・東西自由通路完成、使用開始。
- 2012年（平成24年）8月3日：行先案内表示器新設、使用開始。

### 駅名の由来
開設時の駅所在地の地名「下鶴間」および、旧村名「下鶴間村」から。現在の駅周辺の地名は鶴間であるが、鶴間は本来、東急田園都市線南町田グランベリーパーク駅が立地する町田市鶴間付近を指す地名であった。

## 駅構造
相対式ホーム2面2線を有する地上駅。橋上駅舎を備える。
2012年（平成24年）8月3日に、行先案内表示器が新設された。

### のりば
| ホーム | 路線     | 方向 | 行先                          |
| ------ | -------- | ---- | ----------------------------- |
| 1      | 江ノ島線 | 下り | 藤沢・片瀬江ノ島方面          |
| 2      | 江ノ島線 | 上り | 相模大野・新宿・ 千代田線方面 |

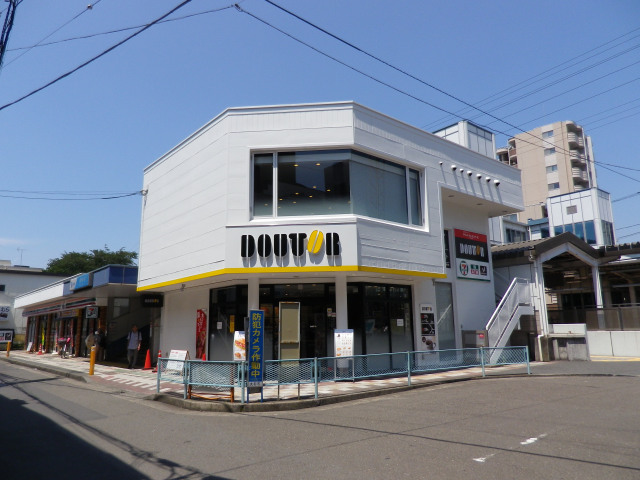
西口駅前（2016年7月） - 駅入口はドトールコーヒー左側の階段。また、ドトールコーヒー右側にエレベーター乗り口がある。
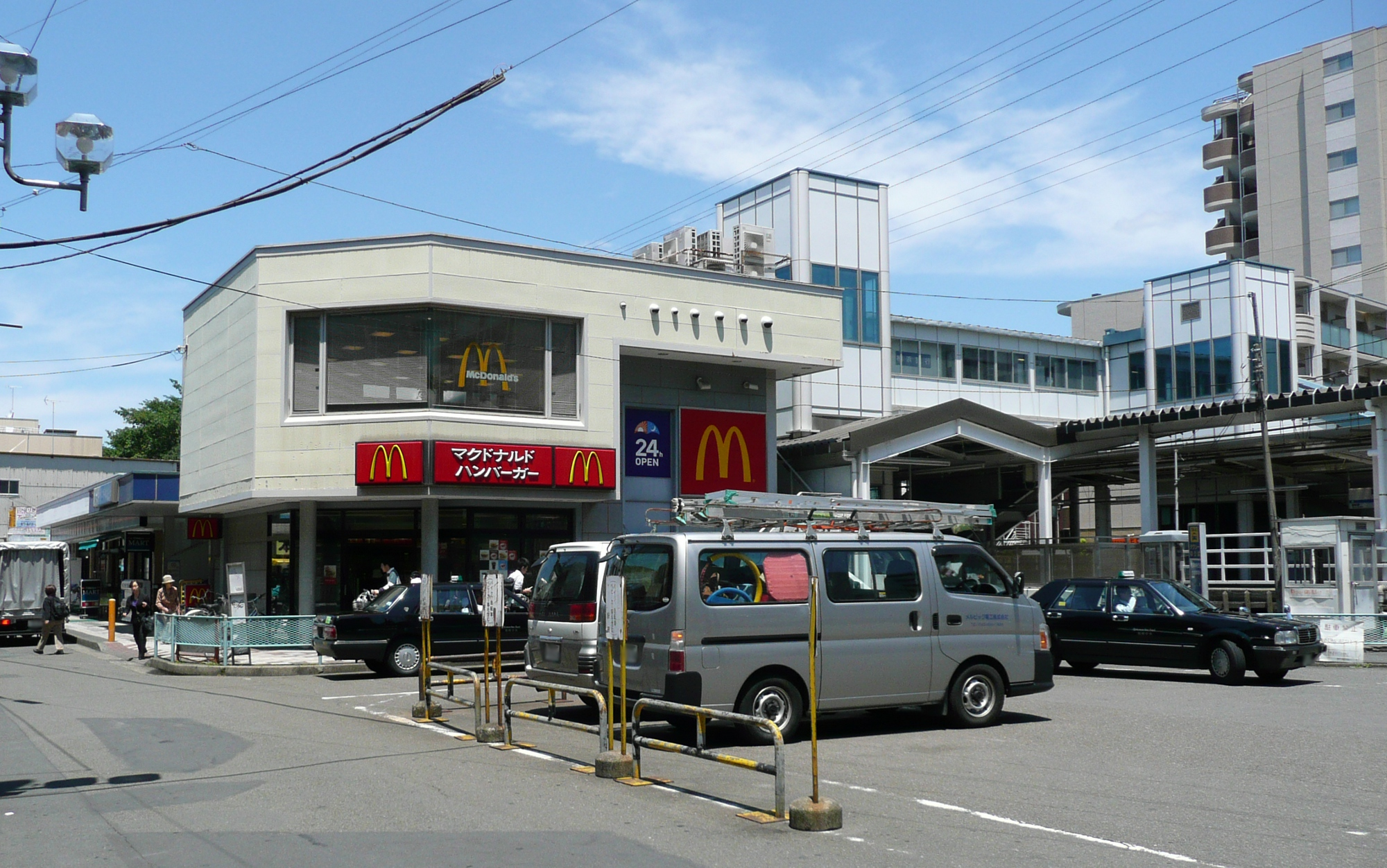
西口駅前（2012年5月） - 当時存在したマクドナルド（現在はドトールコーヒー）
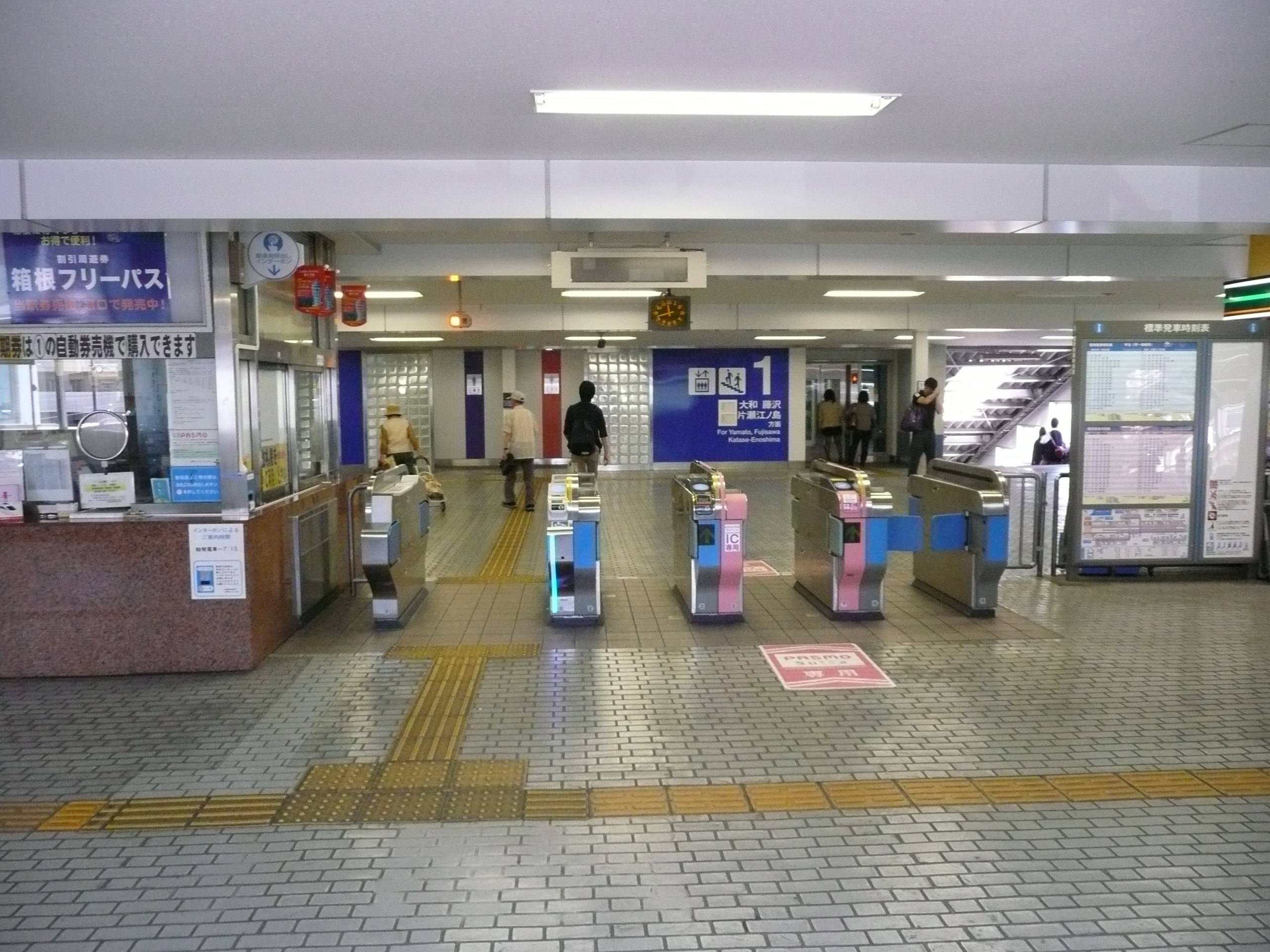
改札口（2012年5月）
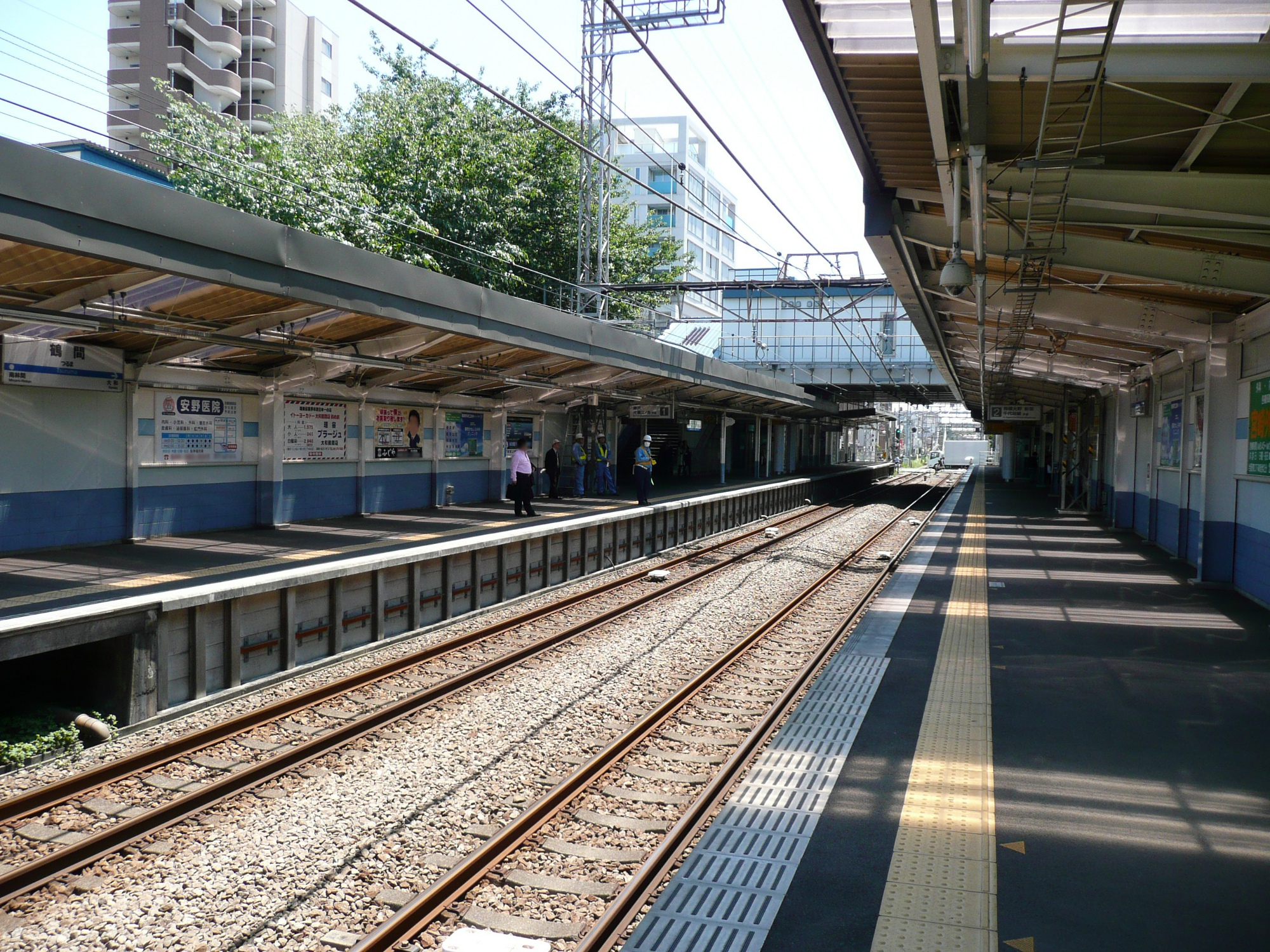
ホーム（2012年5月）

## 利用状況
2024年度（令和6年度）の1日平均乗降人員は29,046人である。小田急線全70駅中37位であり、江ノ島線内各停のみ停車する駅の中では最も多い。
近年の1日平均乗降・乗車人員の推移は以下の通り。
| 年度               | 1日平均 乗降人員 | 1日平均 乗車人員 | 出典                |
| ------------------ | ---------------- | ---------------- | ------------------- |
| 1995年（平成07年） |                  | 11,148           | [ 神奈川県統計 1 ]  |
| 1998年（平成10年） |                  | 10,958           | [ 神奈川県統計 2 ]  |
| 1999年（平成11年） |                  | 10,764           | [ 神奈川県統計 3 ]  |
| 2000年（平成12年） |                  | 10,533           | [ 神奈川県統計 3 ]  |
| 2001年（平成13年） |                  | 11,754           | [ 神奈川県統計 4 ]  |
| 2002年（平成14年） | 22,912           | 12,229           | [ 神奈川県統計 5 ]  |
| 2003年（平成15年） | 23,344           | 12,450           | [ 神奈川県統計 6 ]  |
| 2004年（平成16年） | 24,561           | 12,320           | [ 神奈川県統計 7 ]  |
| 2005年（平成17年） | 24,951           | 12,535           | [ 神奈川県統計 8 ]  |
| 2006年（平成18年） | 25,625           | 12,879           | [ 神奈川県統計 9 ]  |
| 2007年（平成19年） | 26,150           | 13,169           | [ 神奈川県統計 10 ] |
| 2008年（平成20年） | 26,566           | 13,358           | [ 神奈川県統計 11 ] |
| 2009年（平成21年） | 26,599           | 13,367           | [ 神奈川県統計 12 ] |
| 2010年（平成22年） | 26,751           | 13,429           | [ 神奈川県統計 13 ] |
| 2011年（平成23年） | 26,873           | 13,489           | [ 神奈川県統計 14 ] |
| 2012年（平成24年） | 27,901           | 14,014           | [ 神奈川県統計 15 ] |
| 2013年（平成25年） | 28,645           | 14,384           | [ 神奈川県統計 16 ] |
| 2014年（平成26年） | 28,876           | 14,498           | [ 神奈川県統計 17 ] |
| 2015年（平成27年） | 29,498           | 14,829           | [ 神奈川県統計 18 ] |
| 2016年（平成28年） | 29,949           | 15,038           | [ 神奈川県統計 19 ] |
| 2017年（平成29年） | 30,443           | 15,285           | [ 神奈川県統計 20 ] |
| 2018年（平成30年） | 30,489           | 15,273           | [ 神奈川県統計 21 ] |
| 2019年（令和元年） | 30,356           | 15,218           | [ 神奈川県統計 22 ] |
| 2020年（令和02年） | 23,911           | 11,997           | [ 神奈川県統計 23 ] |
| 2021年（令和03年） | 25,251           | 12,666           | [ 神奈川県統計 24 ] |
| 2022年（令和04年） | 27,031           |                  |                     |
| 2023年（令和05年） | 28,174           |                  |                     |
| 2024年（令和06年） | 29,046           |                  |                     |

## 駅周辺
- 矢倉沢往還（旧・国道246号、ライラック通り）
- 大和市役所
- 大和市立病院
- 大和市勤労福祉会館
- 大和市保健福祉センター
- 一般社団法人大和市医師会 大和市地域医療センター・休日夜間診療所
- 大和市立大和中学校
- 大和市立大和小学校
- 大和市立大野原小学校
- 大和市立西鶴間小学校
- 大和市障害者自立支援センター（大和市健康保健福祉部障がい福祉課所管）
- 大和市障害福祉センター松風園（障害児者通所施設）（大和市健康保健福祉部障がい福祉課所管）
- 鶴間駅前郵便局
- 大和下鶴間郵便局
- さがみ農業協同組合 深見支店
  - 大和営農センター
- さがみ農業協同組合 鶴間支店
- 神奈川中央交通 大和営業所（鶴間車庫）
- 大和オークシティ
  - イトーヨーカドー 大和鶴間店
  - イオンモール 大和
- マルエツ 鶴間店
- オーケー 大和鶴間店
- りそな銀行 鶴間支店
- 東京靴流通センター 鶴間店
- 二条通商店街
- BOOK-OFF 大和西鶴間店

## バス路線

### 西口
停留所名は「鶴間駅」。神奈川中央交通が担当する。また、以前は相模大塚駅行相鉄バスも乗り入れていた。
- 1番
  - <海08> 海老名駅東口行（さがみ野駅経由） ※1日1本のみ
  - <間12> 大和駅西口行（上草柳経由）

### 東口
停留所名は「鶴間駅東口」。神奈川中央交通が担当（コミュニティバスを含む）。乗り場番号は西口の乗り場と連番になっている。
- 2番
  - 神奈川中央交通
    - <町87> 町田バスセンター行
    - <間10> 大和駅西口行（一の関経由）
    - <間13> 大和駅西口行（市役所市立病院前経由）
    - <間14> 瀬谷駅行
    - <間15> 三ツ境駅北口行（瀬谷駅経由） ※平日1本のみ
    - <間16> 上和田団地行（市役所市立病院前・大和駅経由）
    - <間17> 桜ヶ丘駅西口行（市役所市立病院前・大和駅西口経由）

  - 大和市コミュニティバス「のろっと」
    - <北部ルート> 市役所・中央林間駅方面
    - <北部ルート> 市役所・つきみ野駅・中央林間駅方面
- 3番
  - 神奈川中央交通
    - <間01> 鶴ヶ峰駅行
    - <横04> 横浜駅西口行（鶴ヶ峰駅経由） ※平日1本のみ

## 隣の駅
小田急電鉄
 江ノ島線

■快速急行・■急行
通過
■各駅停車
南林間駅 (OE 03) - 鶴間駅 (OE 04) - 大和駅 (OE 05)
- 北隣の南林間駅との駅間距離は600 mであり、江ノ島線内で最短である。その一方で、南隣の大和駅との駅間距離は2.5 kmであり、同線内で最長となっている。